# Konarzewo-Gołąbki
Konarzewo-Gołąbki – kolonia w Polsce, w województwie mazowieckim, w powiecie ciechanowskim, w gminie Gołymin-Ośrodek.
Do 2023 miejscowość była częścią wsi Mierniki.
W latach 1975–1998 miejscowość administracyjnie należała do województwa ciechanowskiego.
W 1841 urodził się tu Edward Slaski herbu Grzymała, dowódca oddziału w powstaniu styczniowym, ziemianin.